# Ijevan
Ijevan  (in armeno Իջևան?) è una città di circa 20 400 abitanti (2007), capoluogo della provincia di Tavush in Armenia.